# The Guinea Pig - Manhōru no naka no ningyo
The Guinea Pig - Manhōru no naka no ningyo (ザ・ギニーピッグ マンホールの中の人魚?, Za ginīpiggu - Manhōru no naka no ningyo, lett. "The Guinea Pig - La sirena nel tombino"), conosciuto anche col titolo internazionale Mermaid in a Manhole, è un film del 1988 diretto da Hideshi Hino e basato su un manga dello stesso regista. Fa parte della serie cinematografica Guinea Pig. È considerato un esempio di melt movie, sottogenere del body horror.

## Trama
Okinawa. Dopo la scomparsa della moglie, un pittore si getta nel lavoro per sopportare il lutto. I suoi soggetti prediletti sono esseri viventi in decomposizione: per questo l'uomo esplora le fogne in cerca di ispirazione, raccogliendo cadaveri di animali e perfino quello di un feto umano. In una di queste fogne, che un tempo era un fiume frequentato dal pittore quando era bambino, l'uomo trova una sirena. La sirena gli spiega che, anni prima, abitava il fiume, poi prosciugato per far posto alla fogna. L'essere è rimasto intrappolato lì e ora è gravemente deperito dopo anni a contatto coi liquami del luogo. La sirena implora l'uomo di aiutarla. Il pittore la trasporta a casa sua e la ospita nella vasca da bagno. Mentre l'uomo ne dipinge il ritratto, le condizioni della sirena peggiorano: la pelle si riempie di piaghe e infezioni di ogni colore, che il pittore non riesce a riprodurre. Allora la sirena offre all'uomo di utilizzare i suoi stessi liquidi corporei per realizzare il ritratto. Mentre il corpo della sirena continua a decomporsi inesorabilmente, l'essere implora l'uomo di ucciderla. Il pittore lo fa, e poi smembra la sirena, estraendo dal corpo un feto morto. Allertata dai vicini sospettosi, finalmente la polizia si presenta a casa dell'uomo, e lo sorprende a infierire sul corpo della moglie morta: da tempo malata di cancro, la donna aveva avuto un aborto poco tempo prima. Nell'appartamento del pittore, però, viene ritrovata anche una misteriosa scaglia di pesce.

## Accoglienza
Per il critico Jim Harper, il film esplora il tentativo "di trovare la bellezza nel decadimento fisico e di trasmettere la tragedia del decadimento della bellezza - come nella trasformazione del fiume da bellezza naturale a fogna, e nel declino della sirena, che si riduce a una poltiglia infetta (...) È l'unico della serie Guinea Pig che consente un'analisi più profonda senza forzature. (...) Sicuramente è il più interessante - e probabilmente il più memorabile - di tutta la serie". Per Roberto Curti e Tommaso La Selva, il film "si distacca dalla monotonia tautologica della serie grazie all'atmosfera surreale". Per Salvador Murguía, "il film è considerato il più artistico della serie, un racconto ben strutturato sui temi di ossessione e follia, che però ricorre al gore e allo shock per cui la serie è famosa (...). È la storia di un'ossessione che si situa tra una fiaba fantasy bizzarra e straziante e un racconto fin troppo commovente di una macabra ossessione".